# Inicios del movimiento feminista en Mallorca

Localización de Mallorca en las Baleares y España

El movimiento feminista en Mallorca hace referencia a todas aquellas actividades, planteamientos y acciones que se llevaron a cabo en el territorio balear de la isla de Mallorca. Desde finales del siglo XIX hasta el estallido de la Guerra civil española podemos encontrar a grandes personajes que aportaron e impulsaron desde diferentes ámbitos la lucha por los derechos de las mujeres. 

## Antecedentes
Con la vuelta del conservadurismo durante la Restauración Borbónica, volvió a introducirse la idea romantizada de la mujer recluida abocada a servir fielmente al hombre y a la maternidad. La mujer quedaba exclusivamente dedicada a ser el Ángel del hogar. A las mujeres se les exigía en cada ámbito una cosa diferente: en la familia, con su esposo, como madre, en la sociedad; siempre le fueron impuestas las maneras en las que debía actuar.
Durante el siglo XIX y XX la Iglesia ostentaba una gran influencia en la sociedad española. Limitando a la mujer al trabajo del hogar se aseguraba de privar su autonomía y evitar influencias no deseadas. Cualquier atisbo de poder se les fue arrebatado y volvieron a ser tratadas como menores de edad. La Iglesia era la principal encargada de modelar a las mujeres y también se hacían cargo de la educación de los hijos.

## Educación
La educación de los hijos era muy importante en la sociedad burguesa del último tercio del siglo XIX pues era un ejemplo de estatus. La idea de la superioridad biológica del hombre sobre la mujer estaba muy arraigada, por tanto, también se la consideraba inferior intelectualmente.
El 22 de octubre de 1871, el periódico La Bocina manifestó que la Iglesia condenaba a todas aquellas mujeres de las clases más populares que intentaban aprender a leer y escribir. A finales del siglo XIX, con un alto índice de analfabetismo femenino, se empezó a demandar una mejora de la educación de las mujeres. Durante el transcurso de la década de 1880 surgieron las primeras iniciativas burguesas en Mallorca para mitigar aquella incultura y reclusión doméstica de las mujeres. Todas estas propuestas culminaron con la fundación en 1882 de la Escuela Mercantil de Palma para la formación profesional de la mujer.

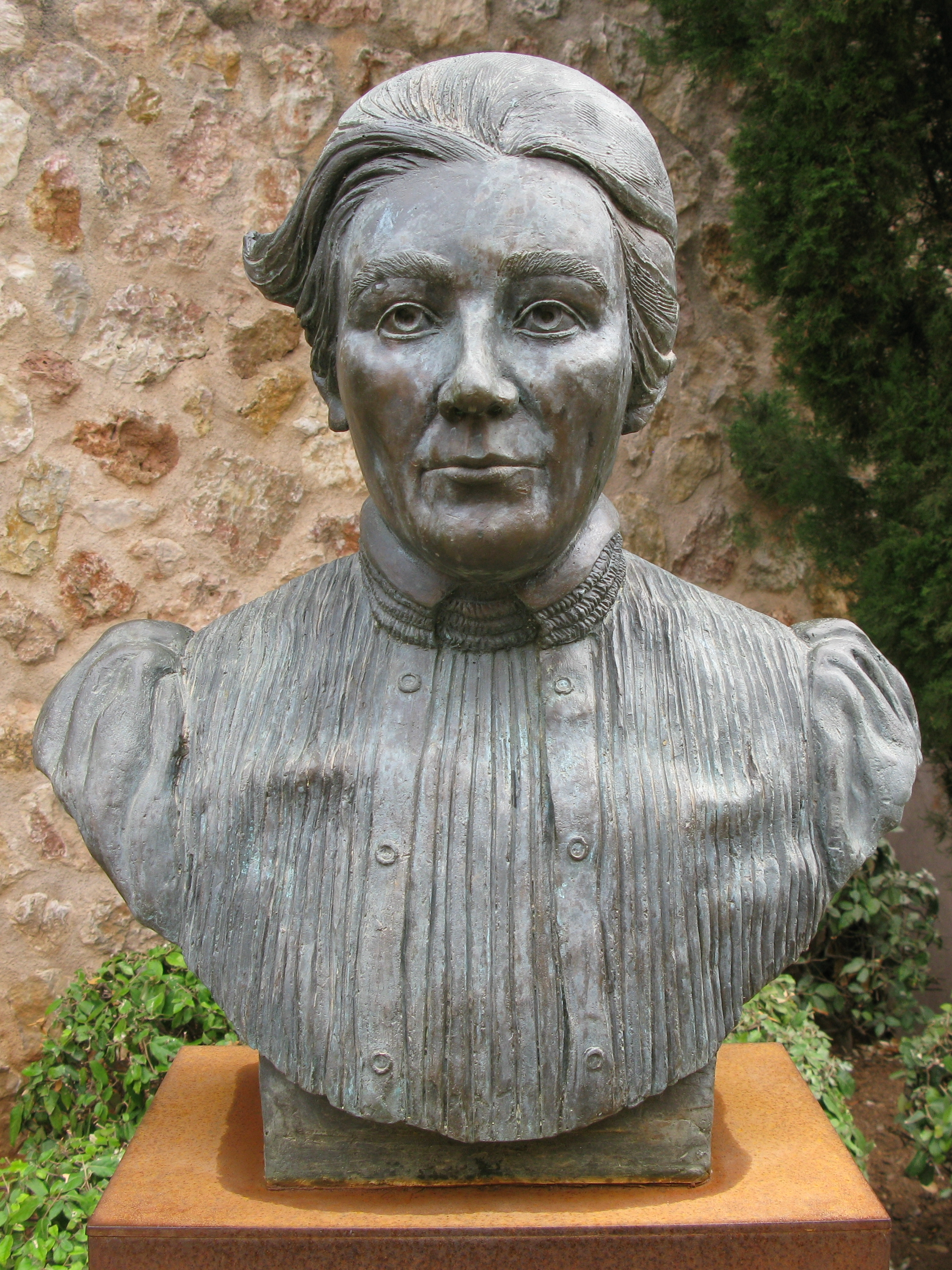
Busto de Clara Hammerl, realizado por la escultora Georgina Gamundí, en la Plaza de los Seglares, esquina con calle de la Sombra, en Pollensa (Mallorca)

En 1913 se creó en Palma l’ Escola Normal de Mestresses que contó con maestras librepensadoras. Las denominadas "Colombinas" influyeron en las futuras educadoras de las Baleares. Mujeres como Catalina Vives, Anna Canalias y Rosa Roig formaron parte de la institución. En 1928 estas dos últimas junto a Mercedes de Usúa instauraron la sección femenina de la Sociedad de Fomento del Civismo, con el objetivo de ofrecer a las mujeres una educación posterior a la básica. Esta sección publicaba mensualmente una “página femenina” en el periódico La Vanguardia Balear.
Con la Segunda República, se implantó la coeducación y la educación laica y pública.

### Mujeres destacadas del período

#### Margalida Segura (1885 o 1886 - 1948)
Fue la primera doctora mallorquina y de Baleares. La manacorina cursó sus estudios en el Instituto Balear hasta 1907 y posteriormente, en 1914 - 1915 se graduaría como doctora tras estudiar en la facultad de medicina de la Universidad de Valencia y Universidad de Barcelona.

#### Paula Cañellas Alba (1874 - 1940)
Fue de las primeras en instituir colonias escolares para las niñas. Destacó también por la creación, junto a Rosa Estarás, del Instituto de Estudios Superiores de la Mujer en 1915 en Palma para la formación profesional de las mujeres desde la laicidad.

#### Clara Hammerl (1858 - 1931)
Prusiana de nacimiento, se mudó a Pollensa donde estuvo impartiendo clases junto con su marido Guillem Cifre de Colonya.

## Política

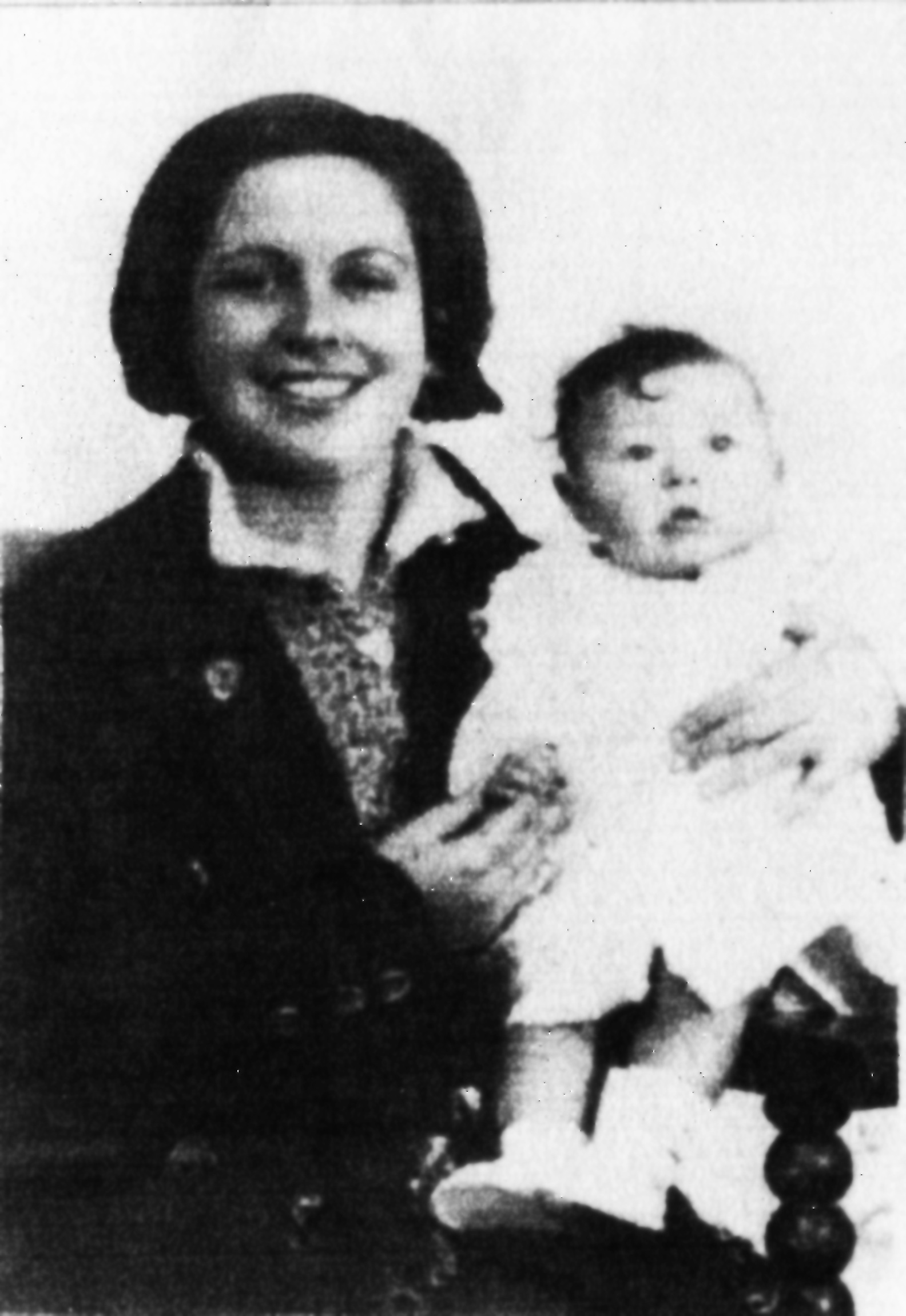
Aurora Picornell con su hija, Octubrina Roja

A principios del siglo XX, en cuanto tuvieron oportunidad de abandonar el hogar empezaron a luchar por la igualdad de derechos frente a la ley. Fue importante en el ámbito político la participación de estas en las elecciones estatales. En 1933 las mujeres tuvieron derecho al sufragio en las elecciones. Palma fue el primer territorio del estado en el que las mujeres pudieron votar, solo un mes antes de que el resto de España lo hiciera.
El 8 de marzo de 1934 se celebró el Día de la Mujer Trabajadora en los barrios de El Molinar, Son Cós y el Rotlet. Fue organizado por las dirigentes de la Sección Femenina del Partido Comunista: Antonia Pascual, Maria Pasqual, Aurora Picornell y Catalina Flaquer. En 1936 se celebró de nuevo, pero esta vez también participaron mujeres de otros partidos democráticos de izquierdas. Por primera vez, mujeres de diferente clase social se unían por un objetivo común: la reivindicación femenina y la democracia.

### Organizaciones mallorquinas afines a laRepública
- Sección Femenina del Partido Comunista de España (1931). Reivindicaban a través de su propio diario Nuestra Palabra. Responsable de ella era Aurora Picornell.
- Sección Femenina del Partido Republicano Federal de Baleares.
- Agrupación Femenina de Palma del Partido Radical 1933. La comisión organizativa estaba formada por Antonia Rigo, Aina Valcaneras y Antonia Adroher Pascual.
- Acción Ciudadana Femenina (1933 posteriormente Esquerra Republicana Balear). María Mayol fue la primera mujer mallorquina que se presentó a las elecciones.
- Sección Femenina del Partido Socialista Obrero Español y UGT. Sus líderes en Palma fueron Maria Plaza y Maria Vaquer.[7]

### Organizaciones mallorquinas conservadoras
- Sección Femenina de la Falange Española Tradicionalista y de las Juntas Ofensivas Nacional Sindicalistas (1934). La primera dirigente fue Magdalena Rullán Vives.
- Acción Católica Femenina (1932) contaba con publicaciones de la revista La Mujer de Acción Católica (1937) y Excelsior (1935) órgano de la Juventud Femenina. Su secretaria fue Francesca Alcover Morell.
- Sección Femenina de Unión de Derechas (desde 1933 adoptó el nombre de Acción Popular Agraria). Estaba dirigida por Francesca Roca Waring d’Unzué.
- Asociación femenina de la Comunión Tradicionalista “Les Margarides”(1932). La presidenta fue Mercè Amat y la secretaria Aina Villalonga i Zaydín.

## Trabajo
En la Mallorca del XIX, las trabajadoras ocupaban los sectores de la industria tipificados como "femeninos" (calzado, textil, industria agroalimentaria y bordados). Tuvieron que soportar la discriminación y la humillación de sus capataces y amos. Estos abusos fueron reiteradamente denunciados por aquellas obreras que eran más activas en el movimiento.

### LaVirtud Social
El 7 de febrero de 1870 las primeras trabajadoras organizadas denunciaron la situación del trabajo femenino a través de la creación de una asociación de costureras denominada La Virtud Social. Esta estaba adherida al Centro Federal de Sociedades Obreras de Palma, que formaba parte de la Asociación Internacional de Trabajadores.
El semanario El Obrero, que se publicaba en Palma, lanzó en marzo del mismo año el manifiesto de adhesión de La Virtud Social al Centro Federal. Se hacía una reflexión detallada de la figura de la mujer a lo largo del tiempo para reafirmar que el gobierno burgués seguía sin reconocer los derechos de la mujer. Se considera la primera proclama feminista mallorquina conocida y una de las primeras de España.
Estas modistas también entablaron relaciones con sus homólogas catalanas y madrileñas a través de otra publicación de El Obrero. El 12 de agosto de 1870 Elisa Huigon, dirigente bakuninista de Barcelona escribió una carta en la que figuraba una propuesta de coordinación con sus compañeras mallorquinas a las que consideraba dirigentes de la emancipación femenina:

Los pilares que sostienen la esclavitud de la mujer son el fanatismo religioso y el bochornoso e insignificante papel que desempeña en el seno de la familia, de cuyo jefe es la primera en sufrir las consecuencias de su suerte adversa y de su mal trato
Elisa Huigon

Aunque las asociadas a La Virtud Social eran modistas, en sus manifiestos se dirigían a todas las obreras. En el manifiesto publicado el 26 de mayo de 1870 se dirigían "a sus compañeras de infortunio".

### El feminismo de la Unión Obrera Balear y el Congreso Femenino Nacional

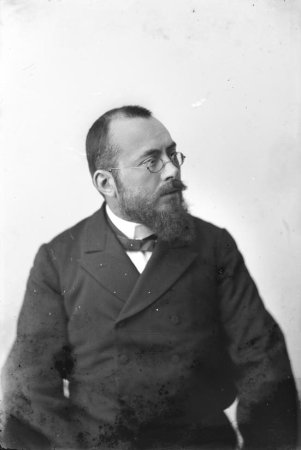
Joan Salas i Antón

La Unión Obrera Balear (UOB) organizó a la mayor parte de los gremios, contando con secciones en numerosos pueblos. Su carácter reformista hizo que tuviera las simpatías de la burguesía modernizadora mallorquina. La UOB contaba con una sección de mujeres. Magdalena Bonet Fàbregues y Francisca Vidal i Tous desempeñaron un papel importante en este aspecto.

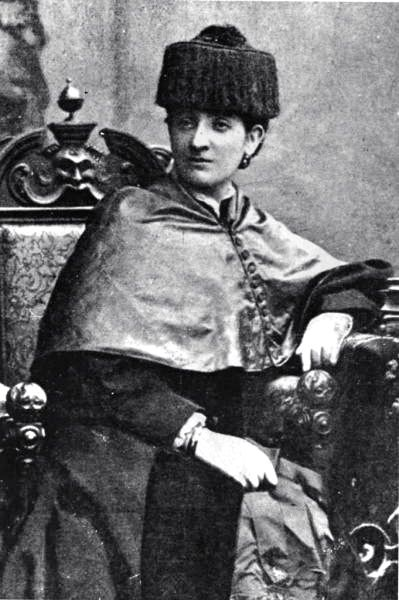
Martina Castells y Ballespí 1882

Contaban con el apoyo Joan Salas i Anton, hombre feminista y librepensador que participó en mítines a favor de las mujeres. Compartió sus reivindicaciones con las primeras líderes del feminismo de Cataluña: Amalia Domingo, Ángeles López de Ayala, y Teresa Claramunt. Desde Barcelona, Salas hizo gran propaganda del Congreso Femenino Nacional que se iba a celebrar en Palma.
A principios de febrero Magdalena Bonet, la presidenta del futuro Congreso Femenino Nacional, daba su primer discurso en el local de la UOB, animando tanto a hombres como a mujeres para que apoyaran la iniciativa alegando a que debían ser las mujeres las únicas que debían establecer las condiciones de su liberación y que los hombres solo debían ayudarlas. Meses más tarde se anunciaría que el congreso sería presidido por Martina Castells Ballespí.
En julio de 1883 el semanario Unión Obrera Balear publicaba una circular de la Junta de Señoras, organizadora del congreso. Las mallorquinas querían darle a la mujer la posición moral, intelectual y material que le pertenecía en la sociedad. El principal fin del congreso era poder conseguir lo necesario para que las mujeres pudieran recibir una educación que les permitiera labrarse su propio camino sin estar supeditadas al hombre. 

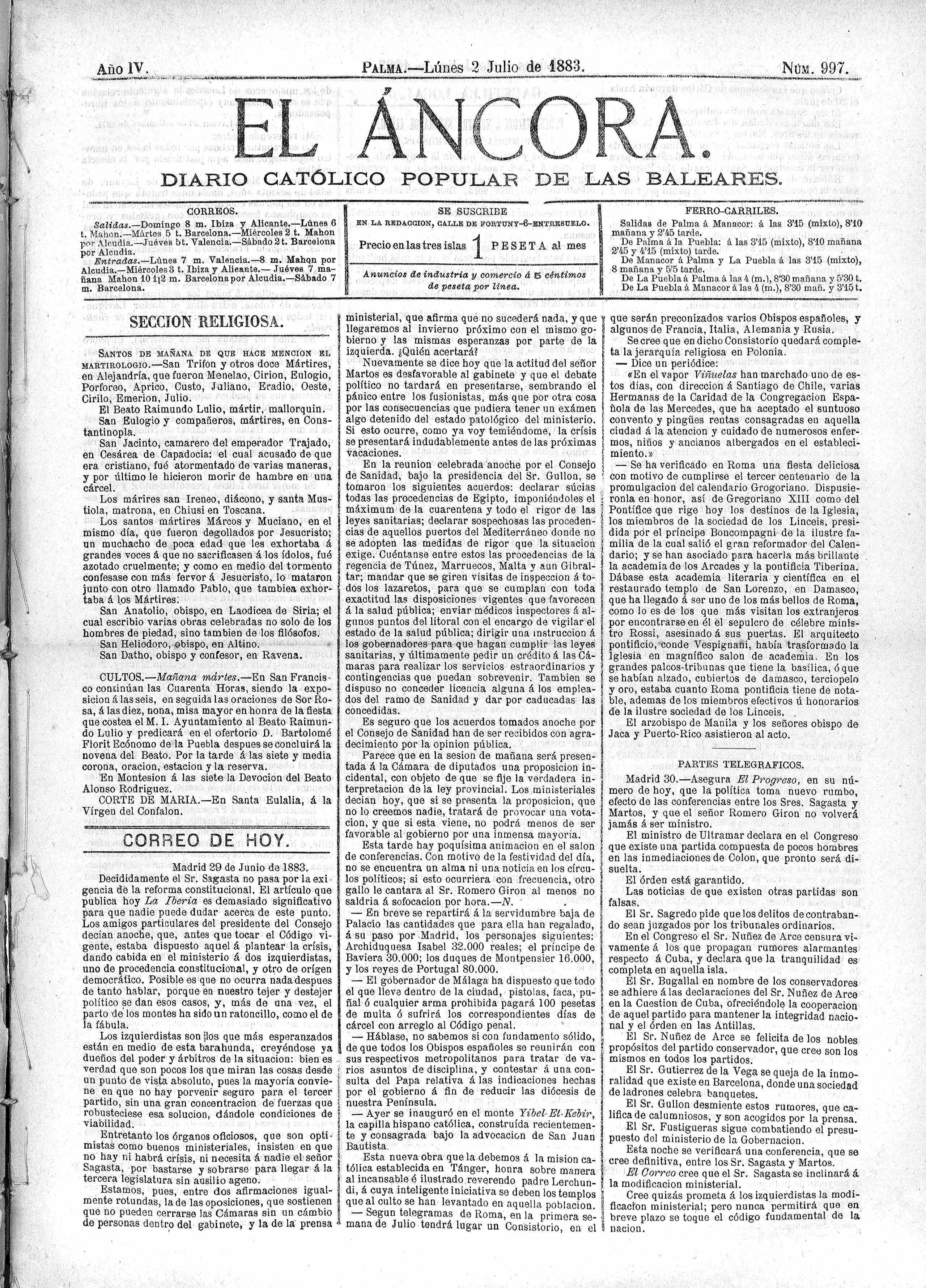
El Áncora diario católico popular de las Baleares Año IV Número 997 - 2 de julio de 1883

Por otro lado, se estableció que el congreso no se celebraría hasta que no se hubiera establecido en todas las capitales de provincia una junta de mujeres para conseguir una coordinación estatal.

#### El fracaso del Congreso Femenino Nacional
La Iglesia puso en marcha las estrategias que seguía contra todas aquellas acciones laicas que se llevaban a cabo entonces. Fue el periódico El Áncora el que empezó aquella campaña de desprestigio relacionando toda actividad progresista con la masonería y las revoluciones sociales. La principal intención era buscar la enemistad con el Partido Liberal, Esta estrategia seguía los ideales del maurismo. Miguel Maura, hermano de Antonio Maura, era el director de El Áncora.
Estos ataques de desprestigio contra el Congreso Femenino Nacional y sus organizadoras tuvo consecuencias para la Unión Obrera Balear. Tras el boicot hubo que suspender todos los preparativos del congreso a finales de verano del 1883 y la UOB se vio obligada a dejar de publicar su periódico durante seis meses debido a las dificultades económicas que ocasionó la pérdida de afiliados. 
El Congreso Femenino Nacional fue una iniciativa ambiciosa que se relacionó con la modernización y progreso que se estaba generando en la Mallorca comercial e industrial de finales del XIX. Aquel feminismo de los primeros ochenta sería deudor, por una parte, de la praxis y del nivel de análisis alcanzados por la Virtud Social, la asociación internacionalista de modistas.

### Las huelgas delsigloXXy la aparición de los primeros sindicatos palmesanos
Ya a principio del siglo XX destacaron dos huelgas producidas en Mallorca que tenían el objetivo de conseguir el derecho de poderse sindicar libremente, sin tener que formar parte de sindicatos dirigidos por hombres. Estas huelgas fueron:
- Huelga de modistas de Palma de 1919, aunque la primera huelga data alrededor de 1911.[6]
- Huelga de las fábricas textiles de Esporlas en 1926.

Posteriormente se crearon nuevas organizaciones sindicales femeninas en Palma. Estas fueron:
- Sindicato Católico de Oficios Varios (1919)
- Sindicato Católico de Sirvientas (1919)
- Sindicato Católico de Sastras (1919)
- Sindicato Católico de Fabricantes(1920)
- Sindicato Católico de Obreras Modistas (1919)
- Sindicato Católico de Bordadoras (1919)
- La Unión: para obreras de fabricación de cerillas (1919)
- Defensa de las Obreras (1922)

## Sociedad
La vida social de las mujeres era complicada. Por lo general solo podían formar parte de las actividades sociales que previamente hubiera aprobado la Iglesia. 
La mayoría de las asociaciones de mujeres estaban estrechamente vinculadas al catolicismo y su actividad principal consistía en rezar y realizar acciones sociales como ocurría, por ejemplo, con l’Associació de la Santificació de les Festes donde se juntaban para orar y celebrar la misa. Otro ejemplo lo encontramos en Acción católica cuyo principal objetivo era conseguir el bienestar de las personas que se encontraban en situación de necesidad. En Mallorca también encontramos Auxilio Social (1936) de la Falange que se dedicaba a la beneficencia desde diferentes ámbitos y actividades; y también se encargaba del ocio de las mujeres.
Otras actividades que destacaron entre las mujeres fueron:
- Gimnasia
- Baloncesto
- Campamentos (1939, Portopí)
- Grupos de danza (Ball de bot)

## Literatura
Destaca el papel de les Gabellines, las mujeres de Capdepera. Destacaron porque ya empezado el siglo XX gozaban de independencia económica. Para gestionar la llata de palma tenían que saber leer y escribir, así como hacer cuentas. Fueron mujeres adelantadas a su época.

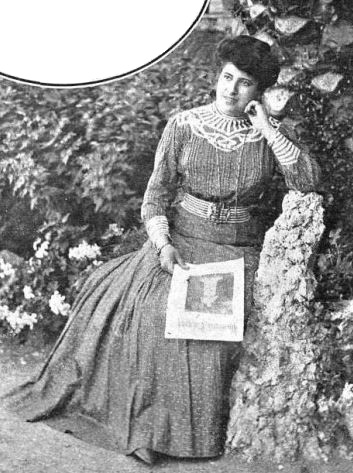
Coloma Rosselló i Miralles a Feminal nº 28 (25/07/1909)

Muchas de las literatas mallorquinas contribuyeron con sus escritos al desarrollo de la Renaixença a pesar de la dificultad de las circunstancias. En el contexto aislado que sufrían, las mujeres encontraron en la literatura una manera de expresar sus vindicaciones.
Más tarde, durante la Guerra y posguerra muchas mujeres quedaron silenciadas. No fue hasta la década de 1970 que aparecieron nuevas literatas mallorquinas.

### El Ateneo Balear
Algunas poetas frecuentaban el Ateneo Balear, una sociedad que fomentaba el ascenso de las mujeres a través de la instrucción. En 1868 ya se discutía por la problemática de la falta de enseñanza femenina. En 1869 reconocieron la igualdad de derechos en la sociedad del Ateneo Balear y se organizaron lecturas poéticas a las que asistió un gran número de público femenino. Allí recitaron sus obras escritoras como Angelina Martínez, Margalida Caimari y Joana María Ginard, junto a otros poetas.

### Figuras destacadas de la literatura mallorquina (finales delsigloXIX- principios delXX)
- Magdalena Coll. Escribió varios artículos para el periódico Obrero Balear en 1918, destacando uno titulado Despertar a la mujer.
- Francesca Ramis en 1920 con A la mujer publicado en Cultura Obrera.
- Coloma Rosselló Miralles. Escribió artículos feministas de corriente moderada.
- Manuela de los Herreros. Escribió para la revista Mallorca
- Maria Mayol. Pedagoga, defensora del catalán y escritora. La Dona Catalana i Gema. Mayol en 1931 formó parte del anteproyecto del Estatuto de Autonomía para las Baleares.

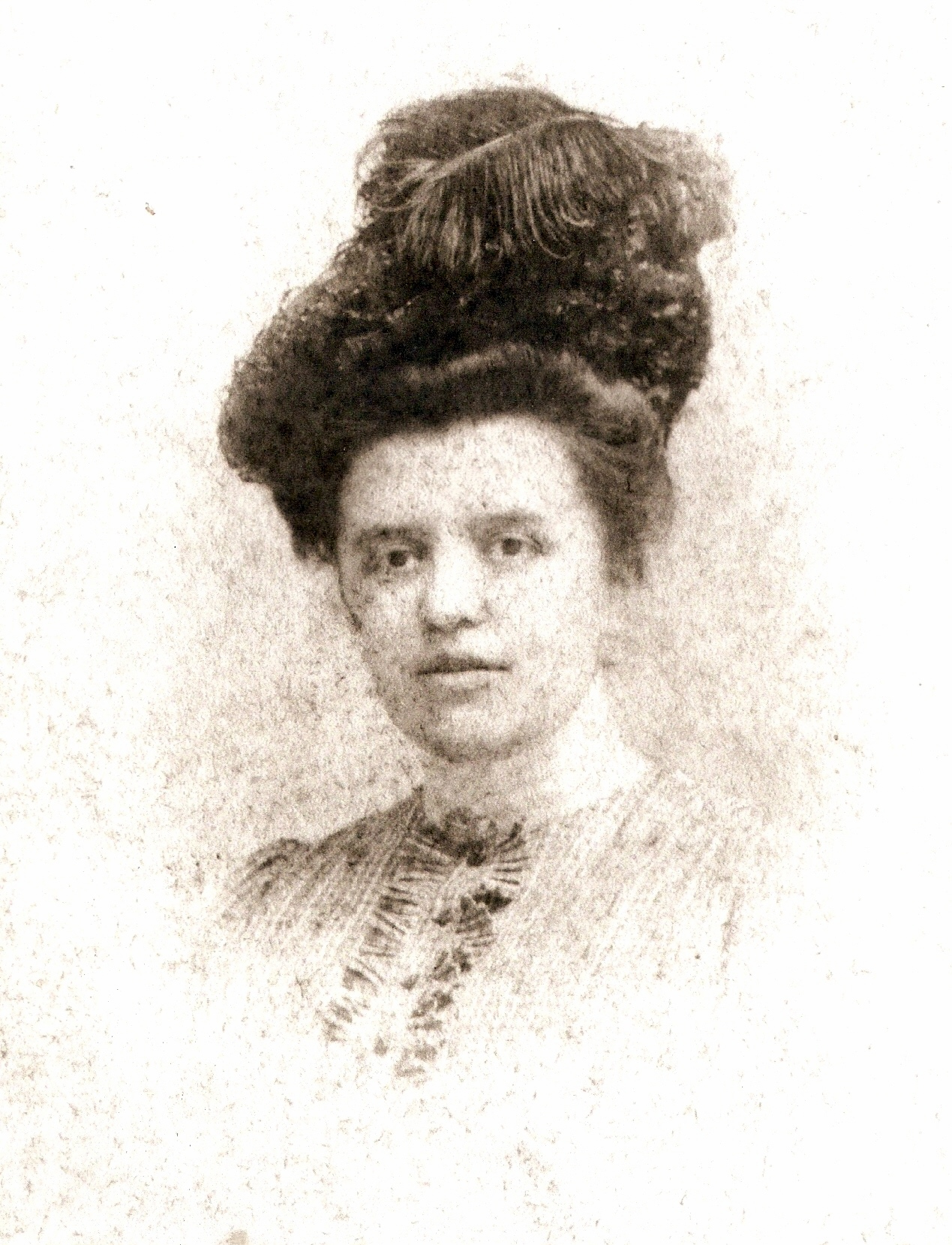
Maria Antònia Salvà i Ripoll

### La Escuela Mallorquina
La Escuela Mallorquina fue el momento cumbre para la mujer en la literatura, destaca la figura de Maria Antònia Salvà Ripoll (1869-1958); mujer que publicó en muchas revistas y escribió varios libros de poemas (Poesies, 1910; el primero). También destacan las mallorquinas Aina Villalonga Zaydín (1883-1961) y Coloma Rosselló Miralles (1875-1955) como unas de las primeras escritoras de Mallorca de carácter progresista, destacando por su cargo como corresponsal de la revista Feminal, en la que publicó diversas prosas y, entre otras obras escribió Valldemossines (1911).